# Гойя (премия, 2020)
XXXIV церемония вручения премии «Гойя» (исп. XXXIV edición de los Premios Goya) — состоялась 25 января 2020 года. Ведущие — Сильвия Абриль и Андреу Буэнафуэнте.
Номинанты были объявлены 2 декабря 2019 года, актёрами Мигелем Эрран и Еленой Анайя.

## Победители и номинанты
| Номинации | Фильмы                            | Награды |
| --------- | --------------------------------- | ------- |
| 17        | Во время войны                    | 5       |
| 16        | Боль и слава                      | 7       |
| 15        | Вечный окоп                       | 2       |
| 5         | Ненастье                          | 2       |
| 4         | Бунюэль в лабиринте черепах       | 1       |
| 4         | И придёт огонь                    | 2       |
| 4         | Преимущества путешествий поездами | 0       |
| 3         | Прощай                            | 0       |
| 3         | Платформа                         | 1       |
| 3         | Мать                              | 0       |
| 3         | Око за око                        | 1       |
| 2         | Клаус                             | 0       |
| 2         | Дочь вора                         | 1       |
| 2         | Невинность                        | 0       |

## Награды по категориям
| Лучший фильм                                 | Лучший фильм | Лучшую режиссуру                                 | Лучшую режиссуру |
| -------------------------------------------- | --- | ------------------------------------------------ | --- |
|                                              | - Боль и слава - Ненастье - Вечный окоп - И придёт огонь - Во время войны |                                                  | - Педро Альмодовар — Боль и слава - Айтор Эррехи, Хон Гараньо и Хосе Мария Гоэнага — Вечный окоп - Оливер Лаше — И придёт огонь - Алехандро Аменабар — Во время войны |
| Лучшая мужская роль                          | Лучшая мужская роль | Лучшая женская роль                              | Лучшая женская роль |
|                                              | - Антонио Бандерас — Боль и слава - Антонио де ла Торре — Вечный окоп - Карра Элехальде — Во время войны - Луис Тосар — Око за око |                                                  | - Белен Куэста — Вечный окоп - Пенелопа Крус — Боль и слава - Грета Фернандез — Дочь вора - Марта Ниэто — Мать |
| Лучшая мужская роль второго плана            | Лучшая мужская роль второго плана | Лучшая женская роль второго плана                | Лучшая женская роль второго плана |
|                                              | - Эдуард Фернандес — Во время войны - Асьер Эчеандиа — Боль и слава - Леонардо Сбаралья — Боль и слава - Луис Кальехо — Ненастье |                                                  | - Хульета Серрано — Боль и слава - Мона Мартинес — Прощай - Наталия де Молина — Прощай - Натали Поса — Во время войны |
| Лучший мужской актёрский дебют               | Лучший мужской актёрский дебют | Лучший женский актёрский дебют                   | Лучший женский актёрский дебют |
|                                              | - Энрик Окер — Око за око - Начо Санчес — 17-летний - Висенте Вергара — Вечный окоп - Санти Прего — Во время войны |                                                  | - Бенедикта Санчес — И придёт огонь - Пилар Гомес — Прощай - Кармен Арруфат — Невинность - Айноа Сантамария — Во время войны |
| Лучший оригинальный сценарий                 | Лучший оригинальный сценарий | Лучший адаптированный сценарий                   | Лучший адаптированный сценарий |
|                                              | - Педро Альмодовар — Боль и слава - Дэвид Десола и Педро Риверо — Платформа - Хосе Мария Гоэнага и Луисо Бердехо — Вечный окоп - Алехандро Аменабар и Алехандро Эрнандес — Во время войны                                                                                  |                                                  | - Бенито Самбрано, Даниэль Ремон и Пабло Ремон — Ненастье - Элихио Монтеро и Сальвадор Симо — Бунюэль в лабиринте черепах - Изабель Пенья и Родриго Сорогойен — Мать - Хавьер Гульон — Преимущества путешествий поездами                                                                                               |
| Лучший режиссёрский дебют                    | Лучший режиссёрский дебют | Лучший документальный фильм                      | Лучший документальный фильм |
|                                              | - Белен Фунес — Дочь вора - Сальвадор Симо — Бунюэль в лабиринте черепах - Гальдер Гастелу-Уррутия — Платформа - Ариц Морено — Преимущества путешествий поездами |                                                  | - Ara Malikian: una vida entre las cuerdas - (Aute)retrato - El cuadro - Historias de nuestro cine |
| Лучшая продюсерская работа                   | Лучшая продюсерская работа | Лучший монтаж                                    | Лучший монтаж |
|                                              | - Карла Перес де Альбенис — Во время войны - Тони Новелла — Боль и слава - Маноло Лимон — Ненастье - Андер Систиага — Вечный окоп |                                                  | - Тереса Фонт — Боль и слава - Лаурент Дуфрече и Рауль Лопес — Вечный окоп - Альберто дель Кампо — Мать - Каролина Мартинез Урбина — Во время войны |
| Лучшая музыка                                | Лучшая музыка | Лучшая песня                                     | Лучшая песня |
|                                              | - Альберто Иглесиас — Боль и слава - Артуро Карделус — Buñuel и el laberinto de las tortugas - Паскаль Гейн — Вечный окоп - Алехандро Аменабар — Во время войны |                                                  | - "Intemperie" — Ненастье; создана Хавьер Руибал - "Invisible" — Клаус; создана Кэролайн Пеннелл, Юсси Илмари Карвинен (Хуссифер) и Джастин Трантер - "Allí en la arena" — Невинность; создана Тони М. Мир - "Nada de las dos lunas de Sergio de la Puente" — La noche de las dos lunas; создана Лорена Лопес Мартинес |
| Лучшая операторская работа                   | Лучшая операторская работа | Лучшая работа художника                          | Лучшая работа художника |
|                                              | - Мауро Эрсе — И придёт огонь - Хосе Луис Алькайне — Боль и слава - Javier Agirre Erauso — Вечный окоп - Серхио Каталан — Во время войны |                                                  | - Хуан Педро Де Гаспар — Во время войны - Антксон Гомес — Боль и слава - Пепе Домингес — Вечный окоп - Микель Серрано — Преимущества путешествий поездами |
| Лучшие костюмы                               | Лучшие костюмы | Лучший грим                                      | Лучший грим |
|                                              | - Соня Гранде — Во время войны - Паола Торрес — Боль и слава - Лурдес Фуэнтес и Сайоа Лара — Вечный окоп - Альберто Валькарсель — Paradise Hills |                                                  | - Ана Лопес-Пуигсервер, Белен Лопес-Пуигсервер и Начо Диаз — Во время войны - Ана Лосано, Серхио Перес Бербель и Монтсе Рибе — Боль и слава - Иоланда Пинья, Феликс Терреро и Начо Диас — Вечный окоп - Кармеле Солер и Ольга Круз — Преимущества путешествий поездами                                                 |
| Лучший звук                                  | Лучший звук | Лучшие спецэффекты                               | Лучшие спецэффекты |
|                                              | - Иньяки Диес, Алазне Амезтой, Ксанти Сальвадор и Начо Ройо-Вилланова — Вечный окоп - Серхио Бюрманн, Пелайо Гутьеррес и Марк Ортс — Боль и слава - Айтор Беренгер и Габриэль Гутьеррес — Во время войны - Давид Мачадо, Габриэль Гутьеррес и Ясмина Прадерас — Око за око |                                                  | - Марио Кампой и Иньяки Мадариага — Платформа - Джон Серрано и Дэвид Херас — Вечный окоп - Рауль Романиллос и Хуанма Ногалес — Во время войны - Хуан Рамон Молина и Феликс Берже — Perdiendo el este |
| Лучший мультипликационный фильм              | Лучший мультипликационный фильм | Лучший короткометражный мультипликационный фильм | Лучший короткометражный мультипликационный фильм |
|                                              | - Бунюэль в лабиринте черепах - Elcano и Magallanes la primera vuelta al mundo - Клаус |                                                  | - Madrid 2120 — Хосе Антонио Кирос и Пако Саес - El árbol de las almas perdidas — Лаура Замора Кабеза - Homomaquia — Дэвид Фидальго Омил - Muedra — Сезар Диас Мелендес |
| Лучший короткометражный документальный фильм | Лучший короткометражный документальный фильм | Лучший короткометражный фильм                    | Лучший короткометражный фильм |
|                                              | - Nuestra vida como niños refugiados en Europa — Сильвия Венегас Венегас - 2001 Destellos en la oscuridad — Педро Гонсалес Бермудес - El infierno — Рауль де ла Фуэнте - El sueño europeo: Serbia — Хайме Алекос                                                           |                                                  | - Suc de Síndria — Ирэн Морей - El nadador — Пабло Барсе - Foreigner — Карлос Виоладе Герреро - Maras — Сальвадор Кальво - Xiao Xian — Цзяцзе Юй Ян |
| Лучший иностранный фильм на испанском языке  | Лучший иностранный фильм на испанском языке | Лучший европейский фильм                         | Лучший европейский фильм |
|                                              | - Героические лузеры (Аргентина) — Себастьян Боренштейн - Паук (Чили) — Андрес Вуд - Пробуждение муравьёв (Коста-Рика) — Антонелла Судасасси Фурнисс - Обезьяны (Колумбия) — Алехандро Ландес                                                                              |                                                  | - Отверженные (Франция) — Ладж Ли - На границе миров (Швеция) — Али Аббаси - Портрет девушки в огне (Франция) — Селин Сьямма - Вчера (Великобритания) — Дэнни Бойл |
| Премия «Гойя» за заслуги                     | |                                                  | |
| Марисоль                                     | |                                                  | |